# Saphir à queue d'or
Hylocharis chrysura
Espèce
Statut de conservation UICN

 LC  : Préoccupation mineure
Statut CITES
Le Saphir à queue d'or, Hylocharis chrysura, est une espèce de colibris de la sous-famille des Trochilinae.

## Répartition
Cette espèce est présente en Argentine, en Bolivie, au Brésil, au Paraguay et en Uruguay.

Carte de répartition de l'espèce

## Habitats
Cette espèce habite les forêts tropicales et subtropicales humides de plaines, ainsi que la savane sèche.